# Kwelderknikmos
Kwelderknikmos (Bryum warneum) is een soort mos uit het geslacht knikmos (Bryum). Het komt voor op kale vochtige bodem in grof zand en gruis.

## Determinatie
De in de getande bladtop eindigende nerf en de typische peervormige kapsels zijn karakteristiek. Microscopische zekerheid bieden de autoecische geslachtsverdeling en de aan de basis van dwarslijsten voorziene exostoomtanden. 

## Ecologie
Kwelderknikmos is een pioniersoort op drooggevallen zandplaten en kan massaal optreden bij natuurontwikkeling in de duinen, samen met bijv. netknikmos (Bryum algovicum).

## Verspreiding
Kwelderknikmos heeft in Europa ongeveer hetzelfde verspreidingsgebied als zilt knikmos (Bryum marratii) en ook qua standplaats overlappen beide soorten. 
Het boreaal-montane kwelderknikmos staat op de Europese rode lijst in de categorie 'zeldzaam'. 
In Nederland komt kwelderknikmos zeldzaam voor. Na 1980 is het op alle Waddeneilanden aangetroffen. Ook de omgeving van Haarlem is anno 2007 een hotspot; de soort groeit hier niet alleen in de duinen maar ook in de polder waar het (bij Sloten en Halfweg) al in 1853 is verzameld. Na 1980 is kwelderknikmos niet meer elders in het duindistrict aangetroffen. De enige vondst uit Zeeland (Haamstede) dateert uit 1928. In het binnenland zijn er vondsten op strandjes langs het IJsselmeer (1979, 1986) en in de kleiputten van Buren (1972–1974). 